# Kosova Airlines
Kosova airlines je bila letalska družba s sedežem v Prištini (Kosovo). Družba je povezovala Prištino in Kosovo z večjimi mesti v Evropi. Jeseni 2003 sta jo ustanovili Začasna upravna misija Združenih narodov na Kosovu (UNMIK) in vlada Kosova. V svoji floti je imela eno letalo Boeing 737-700, najeto od nemške letalske družbe Hamburg International. 10. maja 2006 je bilo letalo vrnjeno lastniku in družba je prenehala s samostojnimi letalskimi operacijami. Družba je nadaljevala svoje delo s sodelovanjem z drugimi letalskimi družbami, ki letijo v Prištino, predvsem z Germanwings, LTU, Air Berlin in še z nekaterimi drugimi.

## Agencija Kosova Airlines
Kosova Airlines je največja turistična agencija na Kosovu. Ponuja čarterske polete v in iz Prištine v evropska mesta v sodelovanju z letalskimi družbami.
- Swiss International (Zürich, Ženeva)
- Germanwings (Berlin, Köln, Bonn, Düsseldorf, Frankfurt, Hamburg, Hanover, Stuttgart)
- Air Berlin (Zürich)
- Sun Express (Antalya)

## Destinacije
V času izvajanja lastnih letalskih operacij je družba Kosova airlines letela na naslednje destinacije:

## Flota
Družba Kosova Airlines je uporabljala letalo Boeing 737-700 (skupaj s posadko) nemške letalske družbe Hamburg International v času od 1.decembra 2003 do 10.maja 2006. Registrska oznaka letala je bila D-AHIF.
Rep letala je bil obarvan v modro barvo družbe Hamburg International, z zemljevidom Republike Kosovo v sredini. Na rezervoarjih za gorivo je bil logotip Hamburg Internationala, nad potniškimi okni pa se je nahajal angleški napis »Operated in cooperation with Kosova Airlines« (Leti v sodelovanju s Kosova Airlines).

## Sklic
1. ↑  http://www.kosovaairlines.com/
2. ↑  http://www.airfleets.net/flottecie/Kosova%20Airlines.htm